# Fischlham
Fischlham est une commune autrichienne du district de Wels-Land en Haute-Autriche.

## Histoire
La commune de Fischlham est le berceau familial du dictateur allemand Adolf Hitler.